# F・L・ヴィェク
『F・L・ヴィェク』（F. L. Věk ）は、チェコの作家アロイス・イラーセクによって書かれた小説。5部からなり、イラーセクの最も長い小説であり、また最も価値のある業績である。
19世紀後半に起こったオーストリア＝ハンガリー二重帝国に対する民族再興運動の物語を描いている。1888年に執筆を開始し、第1部が出版されたのは1891年、第5部が出版されたのは1906年である。F・L・ビェックは主人公の名であり、民衆啓蒙家のフランチシェク・ヴラディスラフ・ヘク (František Vladislav Hek) がモデルになっている。
同小説は、チェコの中学校や高校では必読になっていることもある。1971年にはテレビ化もされた。また、ヘクの住んでいたドブルシェ（Dobruška）には、小説にちなんだF・L・ヴィェク広場（Náměstí F.L. Věka）がある。